# Pool (film)
Pool är en svensk dramafilm som hade premiär den 17 april 2020. Filmen är regisserad av Anders Lennberg, som även skrivit manus och producerat filmen tillsammans med Therese Anselmsson och Johanna Ljungberg.
Filmen är baserad på Per Hagmans roman Pool.

## Handling
Johan bor på Franska Rivieran där han försörjs av den en äldre före detta skådespelerska. Johan fördriver tiden genom att vandra på stranden eller på gatorna i Nice. Han påminns dock ständigt av minnesbilder från ungdomstiden och sin tonårskärlek.

## Rollista (i urval)
- Jan Mybrand – Micke
- Niclas Gillis – Johan
- Moa Garpendal – Anneli
- David Asavanond – Jules
- Anders Lennberg – Restaurantägare
- Jimmy Welleby – Balthazar
- Natacha Guyon-Anderson – Celeste
- Johanna Ljungberg – Mamman